# 1782 год
1782 (ты́сяча семьсо́т во́семьдесят второ́й) год  по григорианскому календарю — невисокосный год, начинающийся во вторник. Это 1782 год нашей эры, 2‑й год 9‑го десятилетия XVIII века 2‑го тысячелетия, 3‑й год 1780‑х годов. Он закончился 243 года назад.
| Пн | Вт | Ср | Чт | Пт | Сб | Вс |
|    | 1  | 2  | 3  | 4  | 5  | 6  |
| 7  | 8  | 9  | 10 | 11 | 12 | 13 |
| 14 | 15 | 16 | 17 | 18 | 19 | 20 |
| 21 | 22 | 23 | 24 | 25 | 26 | 27 |
| 28 | 29 | 30 | 31 |    |    |    |

| Пн | Вт | Ср | Чт | Пт | Сб | Вс |
|    |    |    |    | 1  | 2  | 3  |
| 4  | 5  | 6  | 7  | 8  | 9  | 10 |
| 11 | 12 | 13 | 14 | 15 | 16 | 17 |
| 18 | 19 | 20 | 21 | 22 | 23 | 24 |
| 25 | 26 | 27 | 28 |    |    |    |

| Пн | Вт | Ср | Чт | Пт | Сб | Вс |
|    |    |    |    | 1  | 2  | 3  |
| 4  | 5  | 6  | 7  | 8  | 9  | 10 |
| 11 | 12 | 13 | 14 | 15 | 16 | 17 |
| 18 | 19 | 20 | 21 | 22 | 23 | 24 |
| 25 | 26 | 27 | 28 | 29 | 30 | 31 |

| Пн | Вт | Ср | Чт | Пт | Сб | Вс |
| 1  | 2  | 3  | 4  | 5  | 6  | 7  |
| 8  | 9  | 10 | 11 | 12 | 13 | 14 |
| 15 | 16 | 17 | 18 | 19 | 20 | 21 |
| 22 | 23 | 24 | 25 | 26 | 27 | 28 |
| 29 | 30 |    |    |    |    |    |

| Пн | Вт | Ср | Чт | Пт | Сб | Вс |
|    |    | 1  | 2  | 3  | 4  | 5  |
| 6  | 7  | 8  | 9  | 10 | 11 | 12 |
| 13 | 14 | 15 | 16 | 17 | 18 | 19 |
| 20 | 21 | 22 | 23 | 24 | 25 | 26 |
| 27 | 28 | 29 | 30 | 31 |    |    |

| Пн | Вт | Ср | Чт | Пт | Сб | Вс |
|    |    |    |    |    | 1  | 2  |
| 3  | 4  | 5  | 6  | 7  | 8  | 9  |
| 10 | 11 | 12 | 13 | 14 | 15 | 16 |
| 17 | 18 | 19 | 20 | 21 | 22 | 23 |
| 24 | 25 | 26 | 27 | 28 | 29 | 30 |

| Пн | Вт | Ср | Чт | Пт | Сб | Вс |
| 1  | 2  | 3  | 4  | 5  | 6  | 7  |
| 8  | 9  | 10 | 11 | 12 | 13 | 14 |
| 15 | 16 | 17 | 18 | 19 | 20 | 21 |
| 22 | 23 | 24 | 25 | 26 | 27 | 28 |
| 29 | 30 | 31 |    |    |    |    |

| Пн | Вт | Ср | Чт | Пт | Сб | Вс |
|    |    |    | 1  | 2  | 3  | 4  |
| 5  | 6  | 7  | 8  | 9  | 10 | 11 |
| 12 | 13 | 14 | 15 | 16 | 17 | 18 |
| 19 | 20 | 21 | 22 | 23 | 24 | 25 |
| 26 | 27 | 28 | 29 | 30 | 31 |    |

| Пн | Вт | Ср | Чт | Пт | Сб | Вс |
|    |    |    |    |    |    | 1  |
| 2  | 3  | 4  | 5  | 6  | 7  | 8  |
| 9  | 10 | 11 | 12 | 13 | 14 | 15 |
| 16 | 17 | 18 | 19 | 20 | 21 | 22 |
| 23 | 24 | 25 | 26 | 27 | 28 | 29 |
| 30 |    |    |    |    |    |    |

| Пн | Вт | Ср | Чт | Пт | Сб | Вс |
|    | 1  | 2  | 3  | 4  | 5  | 6  |
| 7  | 8  | 9  | 10 | 11 | 12 | 13 |
| 14 | 15 | 16 | 17 | 18 | 19 | 20 |
| 21 | 22 | 23 | 24 | 25 | 26 | 27 |
| 28 | 29 | 30 | 31 |    |    |    |

| Пн | Вт | Ср | Чт | Пт | Сб | Вс |
|    |    |    |    | 1  | 2  | 3  |
| 4  | 5  | 6  | 7  | 8  | 9  | 10 |
| 11 | 12 | 13 | 14 | 15 | 16 | 17 |
| 18 | 19 | 20 | 21 | 22 | 23 | 24 |
| 25 | 26 | 27 | 28 | 29 | 30 |    |

| Пн | Вт | Ср | Чт | Пт | Сб | Вс |
|    |    |    |    |    |    | 1  |
| 2  | 3  | 4  | 5  | 6  | 7  | 8  |
| 9  | 10 | 11 | 12 | 13 | 14 | 15 |
| 16 | 17 | 18 | 19 | 20 | 21 | 22 |
| 23 | 24 | 25 | 26 | 27 | 28 | 29 |
| 30 | 31 |    |    |    |    |    |

## События
- 12 апреля — в сражении у острова Доминика британский флот адмирала Джорджа Роднея разбил французскую эскадру вице-адмирала де Грасса (Доминикское сражение), намеревавшуюся высадить десант на острове Ямайка.
- 21 апреля — король Буддха Йодфа Чулалоке основал новую столицу Сиама, известную европейцам как Бангкок.
- Март-июль — Премьер-министр Великобритании Чарльз Рокингхэм (вторично).
- 1782—1783 — Премьер-министр Великобритании Уильям Петти, 2-й граф Шелбурн (1737—1805).
- Отменено большинство ограничений для ирландской промышленности и торговли. Признана независимость ирландского парламента.
- Торговый договор России с Данией.
- Крестьянское восстание в Пуатье (Франция). Волнения городских низов.
- Учреждён Национальный банк Испании.
- Последнее сожжение «ведьм» в Швейцарии.
- 13 июля — заключён союзный договор между Россией и Португалией
- 18 августа — В Петербурге открыт памятник Петру I «Медный всадник».
- 2 октября — в России упразднён Главный магистрат, ведавший делами городского населения
- Власть в Иране захватил Али-Мурад-хан, племянник Керим-хана, объявивший себя в Исфахане шахом.
- Мухаммед-Амин отразил нападение бухарских войск.
- Салбайский мирный договор маратхов с англичанами. Компания несколько расширила свою территорию на западном побережье Индии. Гвалиор присоединил области Дели и Агры.
- 1782—1799 — Правитель Майсура Типпу-Султан, сын Хайдер-Али.

## Родились

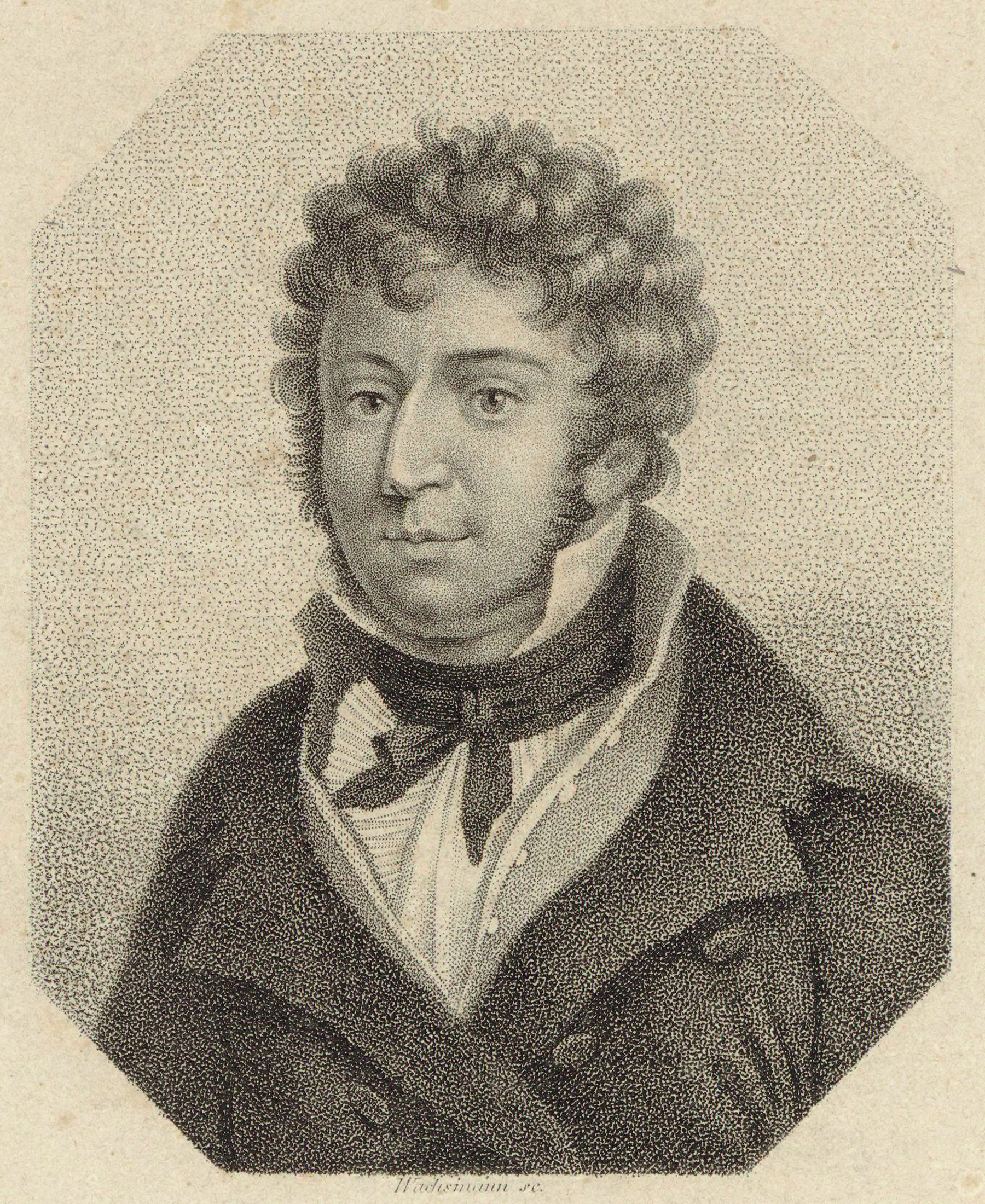
Джон Филд

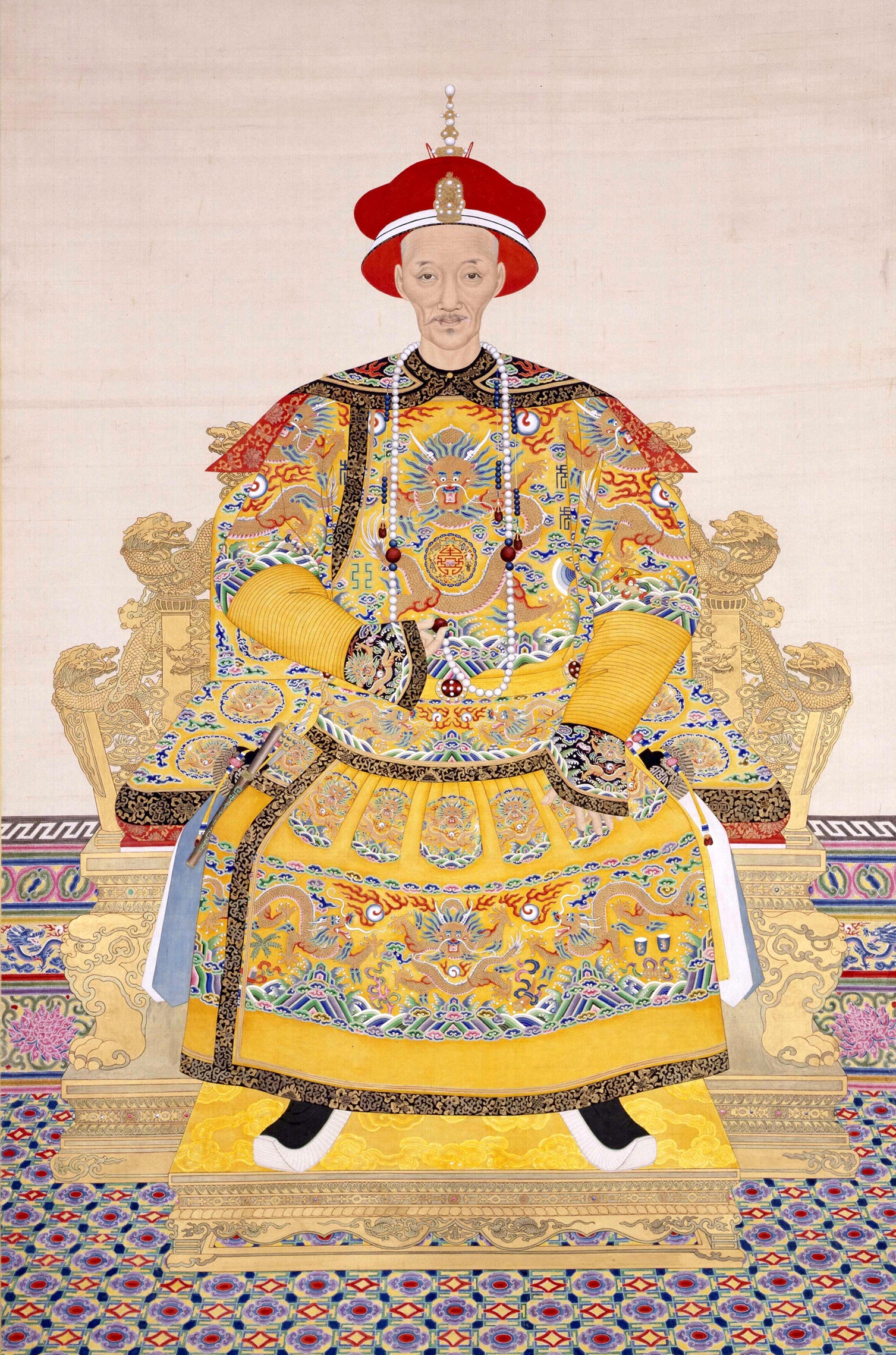
Император Даогуан

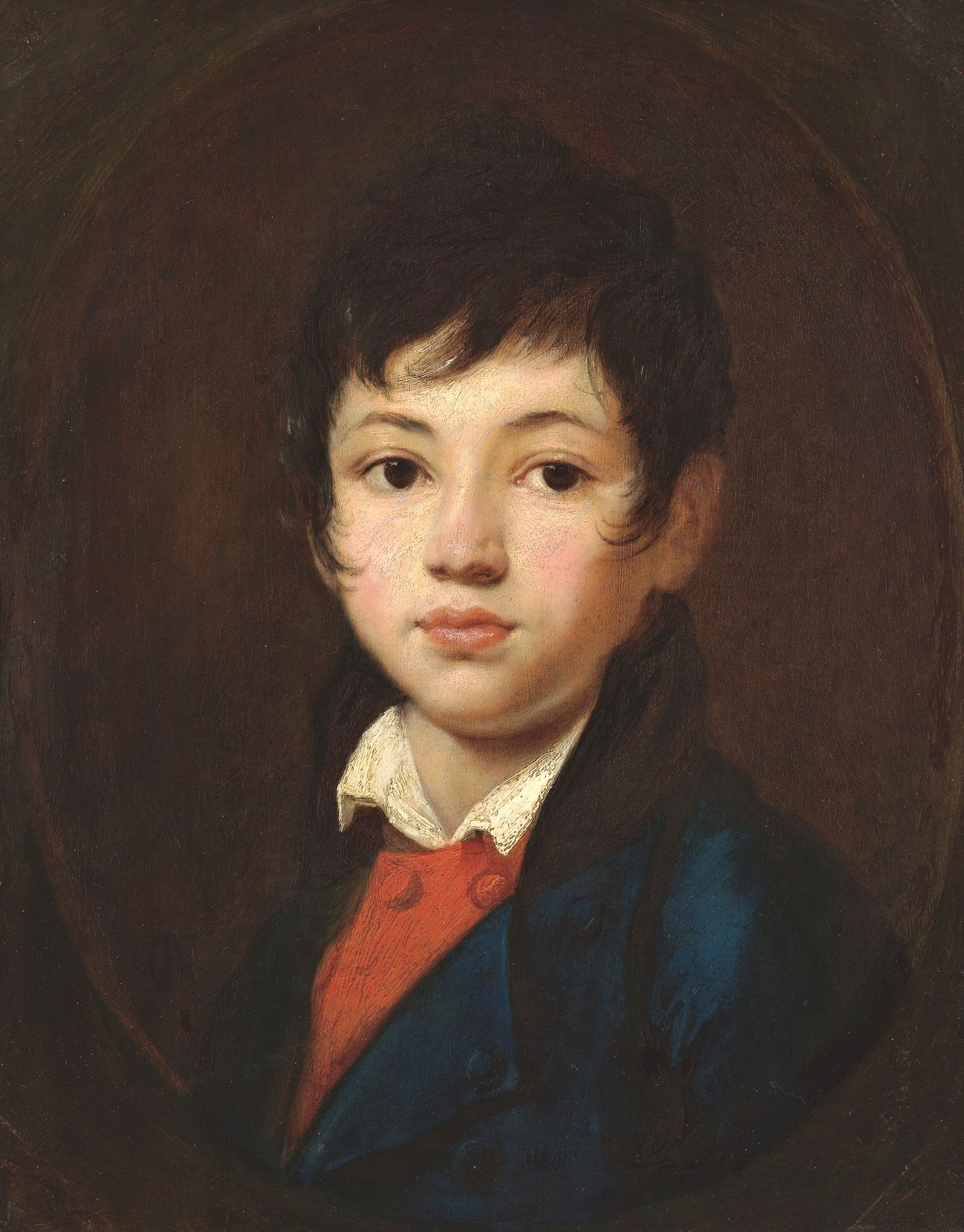
Кипренский. Портрет Челищева, 1809

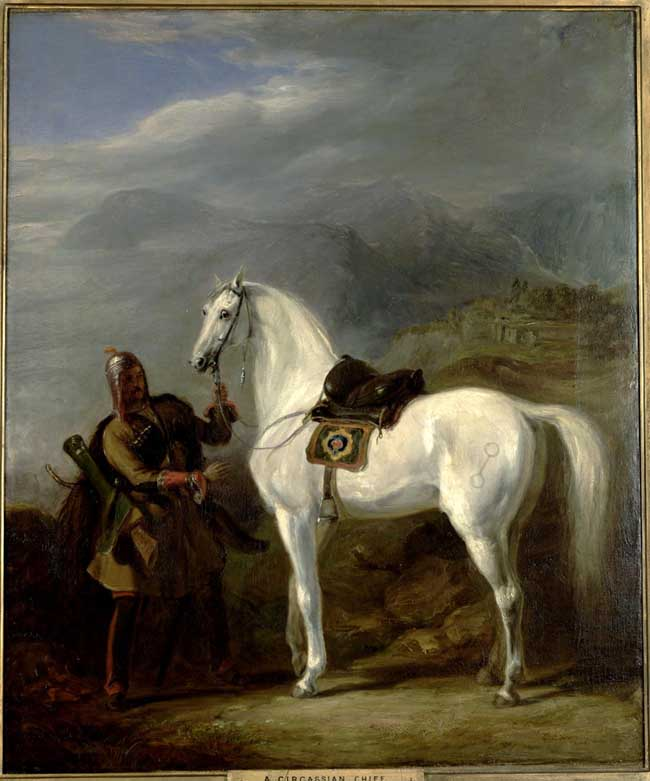
Уильям Аллан. Черкесский вождь

См. также: Категория:Родившиеся в 1782 году

### Январь — Июнь
- 23 января — Георгиос Караискакис, греческий военачальник периода Войны за освобождение Греции (уб. 1827).
- 29 января — Даниэль Обер, французский композитор, основоположник жанра французской «большой» оперы (ум. 1871).
- 15 февраля — Уильям Миллер, христианский проповедник, бывший капитан армии США, основатель адвентизма (ум. 1849).
- 7 марта — Хенрика Бейер, немецкая художница, жившая на территории современной Польши; мастер цветочных натюрмортов (ум. 1855).
- 24 марта — Орест Кипренский, русский художник-портретист (ум. 1836).
- 25 марта — Каролина Бонапарт, младшая из сестёр Наполеона, жена Иоахима Мюрата (ум. 1839).
- 21 апреля — Фридрих Фрёбель, немецкий педагог, впервые сформулировавший понятие «детский сад» (ум. 1852).
- 26 апреля — Мария Амалия Неаполитанская, принцесса Неаполя и Сицилии, герцогиня Орлеанская; супруга Луи-Филиппа I, королева Франции 1830—1848 (ум. в 1866 в Англии).
- 16 мая — Джон Котман, английский романтический художник, мастер акварельных ландшафтов (ум. 1842).
- 19 июня — Фелисите Робер де Ламеннэ, французский аббат, публицист и философ, один из родоначальников католического социализма (ум. 1854).

### Июль — Декабрь
- 6 июля — Мария Луиза Висента, инфанта Испании, королева Этрурии, герцогиня княжества Лукки и Пьомбино (ум. 1824)
- 24 июля сэр Джон Фокс Бергойн, 1-й баронет Бергойн, британский военачальник, фельдмаршал (ум. 1871)
- 26 июля — Джон Филд, ирландский пианист и композитор, с 1803 жил в России (ум. 1837)
- 10 августа — Висенте Герреро, лидер повстанцев в войне за независимость Мексики (уб. 1831)
- 3 сентября — Христиан Людвиг Нич, немецкий зоолог, разработал классификацию птиц (ум. 1840)
- 16 сентября — Император Даогуан, 6-й Император Китая (1820—1850), восьмой маньчжурский император из династии Цин; девиз «Даогуан» — «Целенаправленное и блестящее» (ум. 1850)
- 25 сентября — Чарлз Роберт Метьюрин, ирландский протестантский священник и писатель из семьи осевших в Дублине французских гугенотов автор готических пьес и романов (ум. 1824)
- 27 октября — Никколо Паганини, прославленный итальянский скрипач-виртуоз, гитарист, композитор (ум. 1840)
- 13 ноября — Эсайас Тегнер, шведский романтический поэт, епископ, член Шведской академии (ум. 1846)
- 20 ноября — Георг Якоб Иоганн ван Ос, нидерландский художник из семьи северо-голландских живописцев ван Осов (ум. 1861)
- 5 декабря — Мартин Ван Бюрен, 8-й президент США (ум. 1862)
- 24 декабря — Шарль Юбер Милльвуа, французский поэт (ум. 1816)

### Без точных дат
- Сэр Уильям Аллан, шотландский исторический живописец, с 1838 президент Шотландской Королевской академии искусств; прожил в России около 10 лет, с 1805 по 1814 и в нач. 1840-х гг. (ум. 1850).
- Палден Тенпай Ньима, 7-й Панчен-лама Тибета (ум. 1853).
- Жан Доминик Фюсс, бельгийский филолог-латинист, профессор Льежского университета (ум. 1860).
- Варвара Чо (кор. 조증이 바르바라), мученица, святая Римско-Католической Церкви (уб. 1839); беатифицирована в 1925 году.
- 1782—1783 — непопулярность Шагин-Гирея привела к тому, что крымская знать избрала ханом ставленника Османской империи Бахадур II Гирея[1].

## Россия
- 17 февраля — Фёдор Иванович Толстой, «Американец»; граф, дядя Льва Толстого, аристократ и авантюрист; картёжник, бретёр, участник Первого русского кругосветного плавания (1803), был ранен в Бородинском сражении (ум. 1846).
- 19 мая — Иван Фёдорович Паскевич, русский военный деятель (ум. 1856).
- 29 мая — Михаил Семёнович Воронцов, граф, с 1845 князь; русский государственный деятель, герой войны 1812 года. В 1823—1844 гг. генерал-губернатор Новороссии и Бессарабии (ум. 1856).
- 23 июня — Александр Христофорович Бенкендорф, русский государственный деятель, шеф жандармов, Главный начальник III отделения (ум. 1844).

- 19 сентября

- Аким Николаевич Нахимов, русский украинский поэт, сатирик, драматург (ум. 1814)
- Карл фон Фишер, немецкий архитектор; его проекты повлияли на развитие неоклассицистской архитектуры в Южной Германии (ум. 1820).
- 11 октября
  - Григорий Владимирович Розен, российский командир эпохи наполеоновских войн, генерал от инфантерии, генерал-адъютант (ум. 1841)
  - Стен Стенсен Блихер, датский поэт, писатель, сын бедного сельского священника из Ютландии (ум. 1848)
- 25 октября — Иосиф Иванович Шарлемань, русский архитектор, статский советник (ум. 1861).
- Станислав Станиславович Потоцкий, граф, российский генерал эпохи наполеоновских войн, тайный советник (ум. 1831).

## Скончались
См. также: Категория:Умершие в 1782 году